# Belebej
Belebej (ryska Белебе́й, basjkiriska Бәләбәй, Bäläbäy) är en stad i Basjkirien i Ryssland. Staden har 59 430 invånare år 2015.